# حمرية جبلية
حمرية جبلية (الاسم العلمي:Erythrina montana) هي نوع من النباتات تتبع جنس الحمرية من الفصيلة البقولية.